# 吕克斯多夫 (勃兰登堡州)
吕克斯多夫（德語：Rückersdorf）是德国勃兰登堡州易北-埃尔斯特县的一个市镇，总面积为24.71平方千米，截至2020年总人口1348人。